# Gobierno de Marruecos
El Gobierno de Marruecos es el principal órgano ejecutivo del Reino de Marruecos.
El Gobierno de Marruecos suele estar compuesto por unos 25 ministros y de 5 a 10 secretarios de Estado y ministros delegados. Está encabezado por el presidente del Gobierno, que es designado por el Rey de entre el partido que obtuvo la mayoría en las elecciones parlamentarias. Los ministros del gabinete son elegidos por el presidente del Gobierno, previa consulta de los partidos que conforman la coalición de gobierno, y posteriormente son validados y nombrados por el Rey.

## Gobiernos

### Gobierno de Aziz Ajanuch (2021-)
| Cargo | Titular               |
| --- | --------------------- |
| Jefe de Gobierno | Aziz Ajanuch          |
| Ministro del Interior | Abdelouafi Laftit     |
| Ministro de Asuntos Exteriores, Cooperación Africana y Marroquíes Residentes en el Extranjero                                   | Nasser Bourita        |
| Ministro de Justicia | Abdellatif Ouahbi     |
| Ministro de Habús y Asuntos Islámicos                                                                                           | Ahmed Toufiq          |
| Secretario General del Gobierno                                                                                                 | Mohamed El Hajjoui    |
| Ministra de Economía y Finanzas                                                                                                 | Nadia Fettah          |
| Ministro de Agricultura, Pesca Marítima, Desarrollo Rural y Aguas y Bosques                                                     | Mohamed Sadiki        |
| Ministro de Educación Nacional, Preescolar y Deportes                                                                           | Chakib Benmoussa      |
| Ministro de Sanidad y Protección Social                                                                                         | Khalid Ait Taleb      |
| Ministra de Ordenación del Territorio Nacional, Urbanismo, Hábitat y Política Urbana                                            | Fatima Zahra Mansouri |
| Ministro de Equipamiento y Agua                                                                                                 | Nizar Baraka          |
| Ministro de Inclusión Económica, Pequeñas Empresas, Empleo y Competencias                                                       | Younes Sekkouri       |
| Ministra de Turismo, Artesanía y Economía Social y Solidaria                                                                    | Fatim-Zahra Ammor     |
| Ministro de Enseñanza Superior, Investigación Científica e Innovación                                                           | Abdellatif Miraoui    |
| Ministra de Transición Energética y Desarrollo Sostenible                                                                       | Leila Benali          |
| Ministro de Industria y Comercio                                                                                                | Ryad Mezzour          |
| Ministro de Transporte y Logística                                                                                              | Mohamed Abdeljalil    |
| Ministro de Juventud, Cultura y Comunicación                                                                                    | Mohamed Mehdi Bensaid |
| Ministra de Solidaridad, Integración Social y Familia                                                                           | Aawatif Hayar         |
| Ministro delegado del Jefe del Gobierno encargado de la Administración de la Defensa Nacional                                   | Abdellatif Loudiyi    |
| Ministro Delegado ante el Jefe de Gobierno encargado de las Relaciones con el Parlamento, Portavoz del Gobierno                 | Mustapha Baitas       |
| Ministro Delegado ante el Jefe de Gobierno encargado de la Inversión, la Convergencia y la Evaluación de las Políticas Públicas | Mohcine Jazouli       |
| Ministro Delegado ante el ministro de Economía y Finanzas, encargado del Presupuesto                                            | Fouzi Lekjaa          |
| Ministra Delegada ante el Jefe de Gobierno encargada de la Transición Digital y la Reforma Administrativa                       | Ghita Mezzour         |

Fuentes:

### Gobierno de Saadeddine Othmani (2019-2021)
| Cargo | Titular                |
| --- | ---------------------- |
| Jefe del Gobierno | Saadeddine Othmani     |
| Ministro de Estado encargado de los Derechos Humanos y de las Relaciones con el Parlamento | Mustafa Ramid          |
| Ministro del Interior | Abdelouafi Laftit      |
| Ministro de Asuntos Exteriores, Cooperación Africana y Marroquíes Residentes en el Extranjero                                                                                                   | Nasser Bourita         |
| Ministro de Justicia | Mohamed ben Abdelkader |
| Ministro de Habús y Asuntos Islámicos | Ahmed Toufiq           |
| Secretario General del Gobierno | Mohamed El Hajjoui     |
| Ministro de Economía, Finanzas y Reforma de la Administración | Mohamed Benchaaboun    |
| Ministro de Agricultura, Pesca Marítima, Desarrollo Rural, Agua y Bosques | Aziz Ajanuch           |
| Ministro de Educación Nacional, Formación Profesional, Enseñanza Superior e Investigación Científica, portavoz del Gobierno                                                                     | Said Amzazi            |
| Ministro de Sanidad | Khalid Ait Taleb       |
| Ministro de Industria, Comercio y Economía Verde y Digital | Moulay Hafid Elalamy   |
| Ministro de Equipamiento, Transporte, Logística y Agua | Abdelkader Amara       |
| Ministra de Ordenación del Territorio Nacional, Urbanismo, Hábitat y Política Urbana | Nezha Bouchareb        |
| Ministra de Turismo, Artesanía, Transporte Aéreo y Economía Social | Nadia Fettah           |
| Ministro de Energía, Minas y Medio Ambiente | Aziz Rebbah            |
| Ministro de Trabajo e Inserción Profesional | Mohamed Amkraz         |
| Ministro de Cultura, Juventud y Deportes | Othmane El Ferdaous    |
| Ministro de Solidaridad, Desarrollo Social, Igualdad y Familia | Jamila El Moussali     |
| Ministro delegado del Jefe del Gobierno encargado de la Administración de la Defensa Nacional                                                                                                   | Abdellatif Loudiyi     |
| Ministro delegado del Ministro del Interior | Noureddine Boutayeb    |
| Ministro delegado del Ministro de Asuntos Extranjeros, Cooperación Africana y Marroquíes Residentes en el Extranjero                                                                            | Mohcine Jazouli        |
| Ministra delegada del Ministro de Asuntos Extranjeros, Cooperación Africana y Marroquíes Residentes en el Extranjero, encargada de los Marroquíes Residentes en el Extranjero                   | Nezha El Ouafi         |
| Ministro delegado del Ministro de Educación Nacional, Formación Profesional, Enseñanza Superior e Investigación Científica, encargado de la Enseñanza Superior y de la Investigación Científica | Driss Ouaouicha        |

Fuentes: